# Казапезенна
Казапезенна (итал. Casapesenna) — коммуна в Италии, располагается в регионе Кампания, в провинции Казерта.
Население составляет 6652 человека (на 2004 г.), плотность населения составляет 3231 чел./км². Занимает площадь 2 км². Почтовый индекс — 81036. Телефонный код — 081.
Покровительницей коммуны почитается святая Елена, празднование с 12 по 18 августа.